# 莫吉利亞內峰

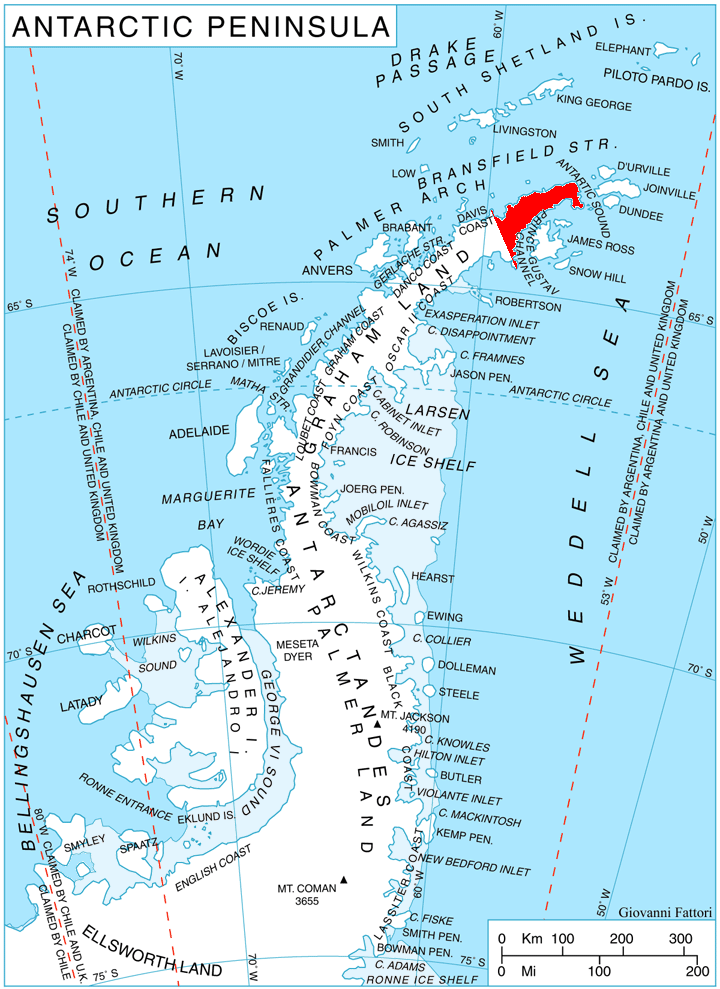

莫吉利亞內峰（英語：Mogilyane Peak）是南極洲的山峰，位於帕默群島的特里尼蒂半島，處於科堡峰西北面1.92公里、吉根峰以東1.55公里和德倫塔海崖東南面2.39公里，海拔高度850米，現時由南極條約體系管理。